# Pionosyllis typica
Pionosyllis typica är en ringmaskart som beskrevs av Moore 1909. Pionosyllis typica ingår i släktet Pionosyllis och familjen Syllidae. Inga underarter finns listade i Catalogue of Life.